# احتلال خاركيف (1917)
كان احتلال خاركيف الحلقة الأولى من الحرب الأوكرانية السوفيتية، حيث استولى البلاشفة الروس في 23 ديسمبر 1917 على مدينة خاركيف الأوكرانية وأقاموا فيها السلطة السوفيتية. فشلت السلطات الأوكرانية في طرد البلاشفة، وتم نزع سلاح آخر الأفواج الأوكرانية في المدينة في 10 يناير 1918.

## الأحداث
في البداية، ذُكر أن وصول القوات الحمراء إلى أوكرانيا كان بسبب الحاجة إلى تقدم القوات السوفيتية على خط السكة الحديدية الأوكراني، والتي كانت متجهة ضد المتمردين الروس البيض بقيادة أليكسي كالدين، الذين احتلوا روستوف أون دون في 15 ديسمبر. في ديسمبر 1917، لم تكن الحكومة اللينينية مستعدة بعد لشن حرب شاملة ضد جمهورية أوكرانيا الشعبية.
انتشرت الفوضى الكاملة في خاركوف، حتى أن البلاشفة المحليين ومجلس مدينة خاركوف طالبوا بانسحاب الفصائل الحمراء العنيفة من المدينة.
في ليلة العاشر من يناير، قامت وحدات الحرس الأحمر المحلية، بشكل مفاجئ، بنزع سلاح فوجي جيش أوكرانيا الشعبية (2700 حربة)، اللذين كانا يحاولان الحفاظ على ازدواجية السلطة (جمهورية أوكرانيا والبلاشفة) في المدينة لمدة عشرين يومًا. رغب نحو 300 جندي من جيش أوكرانيا، عُزّل سلاحهم، في الانضمام إلى الثورة الاشتراكية، وتم تجنيدهم في الجيش السوفييتي كوحدة مستقلة، فوج القوزاق الحمر.
أصبحت خاركيف عاصمة الجمهورية الأوكرانية الشعبية السوفيتية حتى 19 أبريل 1918، عندما استولت الوحدات الألمانية وفرقة زابوروجيان التابعة لجمهورية السوفييت الشعبية الأوكرانية تحت قيادة بيترو بولبوتشان على خاركيف من البلاشفة.